# パトリシア・ホール
パトリシア・ホール（Patricia Hall、1982年10月16日 - ）は、ジャマイカの陸上競技選手。セント・アン教区出身。専門は短距離走・中距離走。
ジャマイカのヴィア工業高等学校（Vere Technical High School）卒業後アメリカ合衆国に渡り、バートン・コミュニティカレッジを経て、テネシー大学に進学する。大学では心理学を専攻した。
2012年のビスレットゲームズ（オスロ国際）で400mの自己ベストとなる50秒71を記録した。2014年世界室内選手権の4×400mRに出場し、銀メダルを獲得した。